# Landessportler des Jahres (Sachsen)
Die Wahl zu Sachsens Sportler des Jahres wird seit 1993 durchgeführt. Organisiert wird die Wahl vom Landessportbund Sachsen zusammen mit den Sportredaktionen der sächsischen Medien und dem Sächsischen Sportjournalisten-Verein. Aus zehn Kandidaten pro Kategorie werden die Preisträger in einer öffentlichen Umfrage gewählt. Die Sieger erhalten die „Sächsische Sportkrone“ aus Meißner Porzellan, die auch noch in sechs weiteren Kategorien vergeben wird; die Übergabe erfolgt im Rahmen der Sächsischen Sportgala.
Insgesamt am häufigsten siegte die Rodlerin Sylke Otto, die von 1998 bis 2006 neunmal hintereinander zur Sächsischen Sportlerin des Jahres gewählt wurde. Am häufigsten bei den Männern wurde der Nordische Kombinierer Eric Frenzel mit acht Titeln gewählt, von denen er sechs hintereinander von 2014 bis 2019 gewann. Die beiden letzten Titel erhielt er für seine Leistungen in den Jahren 2022 und 2023. Die erfolgreichste Mannschaft sind die Leipziger Handballerinnen, welche als VfB Leipzig und als HC Leipzig zwischen 1996 und 2009 jeweils viermal die Auszeichnung erhielten.

## Preisträger
| Jahr | Sportler                               | Sportlerin                          | Mannschaft                                       |
| ---- | -------------------------------------- | ----------------------------------- | ------------------------------------------------ |
| 1993 | Jens Weißflog Skispringen              | Gabriele Kohlisch Rennrodeln        | Dynamo Dresden Fußball                           |
| 1994 | Jens Weißflog Skispringen              | Gabriele Kohlisch Rennrodeln        | KTV Chemnitz Turnen                              |
| 1995 | Jens Weißflog Skispringen              | Gabriele Kohlisch Rennrodeln        | Viererbob Harald Czudaj Bobsport                 |
| 1996 | Jens Weißflog Skispringen              | Kay Espenhayn Schwimmen (Parasport) | VfB Leipzig Handball                             |
| 1997 | Lars Riedel Diskuswurf                 | Anett Schuck Kanurennsport          | VfB Leipzig Handball                             |
| 1998 | Lars Riedel Diskuswurf                 | Sylke Otto Rennrodeln               | VfB Leipzig Handball                             |
| 1999 | Lars Riedel Diskuswurf                 | Sylke Otto Rennrodeln               | VfB Leipzig Handball                             |
| 2000 | Jens Lehmann Bahnradsport              | Sylke Otto Rennrodeln               | HC Leipzig Handball                              |
| 2001 | Lars Riedel Diskuswurf                 | Sylke Otto Rennrodeln               | ETC Crimmitschau Eishockey                       |
| 2002 | Björn Kircheisen Nordische Kombination | Sylke Otto Rennrodeln               | HC Leipzig Handball                              |
| 2003 | René Sommerfeldt Skilanglauf           | Sylke Otto Rennrodeln               | FC Erzgebirge Aue Fußball                        |
| 2004 | René Sommerfeldt Skilanglauf           | Sylke Otto Rennrodeln               | FC Erzgebirge Aue Fußball                        |
| 2005 | Björn Kircheisen Nordische Kombination | Sylke Otto Rennrodeln               | FC Erzgebirge Aue Fußball                        |
| 2006 | Michael Rösch Biathlon                 | Sylke Otto Rennrodeln               | FC Erzgebirge Aue Fußball                        |
| 2007 | Björn Kircheisen Nordische Kombination | Claudia Nystad Skilanglauf          | HC Leipzig Handball                              |
| 2008 | Matthias Steiner Gewichtheben          | Heike Fischer Wasserspringen        | Aljona Savchenko/Robin Szolkowy Eiskunstlauf     |
| 2009 | Raúl Spank Hochsprung                  | Tina Dietze Kanurennsport           | HC Leipzig Handball                              |
| 2010 | Matthias Steiner Gewichtheben          | Claudia Nystad Skilanglauf          | FC Erzgebirge Aue Fußball                        |
| 2011 | David Storl Kugelstoßen                | Judith Arndt Straßenradsport        | Aljona Savchenko/Robin Szolkowy Eiskunstlauf     |
| 2012 | David Storl Kugelstoßen                | Tina Dietze Kanurennsport           | Karl Schulze, Tim Grohmann, Philipp Wende Rudern |
| 2013 | David Storl Kugelstoßen                | Tina Dietze Kanurennsport           | Aljona Savchenko/Robin Szolkowy Eiskunstlauf     |
| 2014 | Eric Frenzel Nordische Kombination     | Christina Schwanitz Kugelstoßen     | Dresdner SC Volleyball                           |
| 2015 | Eric Frenzel Nordische Kombination     | Christina Schwanitz Kugelstoßen     | SC DHfK Leipzig Handball                         |
| 2016 | Eric Frenzel Nordische Kombination     | Sophie Scheder Turnen               | Dynamo Dresden Fußball                           |
| 2017 | Eric Frenzel Nordische Kombination     | Pauline Schäfer Turnen              | RB Leipzig Fußball                               |
| 2018 | Eric Frenzel Nordische Kombination     | Tina Punzel Wasserspringen          | Team Francesco Friedrich Bobsport                |
| 2019 | Eric Frenzel Nordische Kombination     | Denise Herrmann Biathlon            | Team Francesco Friedrich Bobsport                |
| 2020 | wegen COVID-19-Pandemie ausgefallen    | wegen COVID-19-Pandemie ausgefallen | wegen COVID-19-Pandemie ausgefallen              |
| 2021 | Martin Schulz Triathlon (Parasport)    | Julia Taubitz Rennrodeln            | Team Francesco Friedrich Bobsport                |
| 2022 | Eric Frenzel Nordische Kombination     | Denise Herrmann-Wick Biathlon       | Team Francesco Friedrich Bobsport                |
| 2023 | Eric Frenzel Nordische Kombination     | Denise Herrmann-Wick Biathlon       | Team Francesco Friedrich Bobsport                |
| 2024 | Tom Liebscher-Lucz Kanurennsport       | Julia Taubitz Rennrodeln            | Niners Chemnitz Basketball                       |